# أحمد عجب
أحمد سعد عجب العازمي، من مواليد 13 مايو 1984 في الكويت، لاعب كرة قدم كويتي سابق، يعتبر من أبرز الهدافين في الكويت في الوقت السابق
ينتمي لعائلة رياضية، حيث أخوته محمد عجب ومجبل عجب لاعبون سابقون وخالد عجب يلعب مع نادي الكويت وأخوه الصغير فيصل عجب الذي يلعب في نادي القادسية ، بدأ مسيرته الكروية مع نادي الساحل الكويتي، وفي عام 2007 انتقل إلى نادي القادسية الكويتي وأحرز لقب هداف الدوري الكويتي 2007/2008 برصيد 14 هدف، وبرز مع منتخب الكويت لكرة القدم وسجل عدد من الأهداف الهامة في تصفيات آسيا لكأس العالم لكرة القدم 2010، وفي 21 يناير 2009 أعير من نادي القادسية إلى نادي الشباب السعودي.
في يوم 7 يونيو 2008 تخرج أحمد عجب من كلية التربية الأساسية، وقال بعد تخرجه بأنه يسعى إلى تسجيل هدف في مرمى منتخب سورية لكرة القدم وإسعاد الجماهير الكويتية.
في 26 يونيو 2008 كرمه صالح البصمان على مجهوداته طوال موسم 2007/2008 مع نادي القادسية ومنتخب الكويت لكرة القدم.

## بدايته مع الساحل
وقد بدأ باللعب مع نادي الساحل الكويتي في عام 2004، ولعب معهم حتى عام 2007.
وقد حقق أحمد عجب العديد من الأرقام الجيدة مع نادي الساحل الكويتي، حيث كان هداف الدوري الكويتي بالنسبة للاعبين المواطنين في موسم 2004/2005 برصيد 10 أهداف، وقد أحرز 12 هدف من أصل 24 هدف سجلهم النادي في الدوري الكويتي في موسم 2005/2006، وفي موسم 2006/2007 أحرز 7 أهداف من أصل 14 هدف أحرزهم النادي في الدوري الكويتي.

## انتقاله إلى نادي القادسية
تهافتت عليه الأندية الكبيرة في تلك الفترة التي سطع فيها مع نادي الساحل لكي ينتقل إلى صفوفها مثل نادي السالمية ونادي القادسية الكويتي، وقد تقدم له نادي القادسية الكويتي بعرض قدره 45 ألف دينار كويتي لضمه.
وفي يوم 3 يونيو 2007 أعلن مدير الكرة في نادي الساحل الكويتي عبد الله العتيبي بأن سعر انتقال أحمد عجب يتراوح ما بين 150 ألف دينار و200 ألف دينار، وقد أكد بأن نادي القادسية الكويتي ونادي السالمية هما من تقدما بعرضين رسميين لشراء المهاجم ، وكان نادي القادسية قد قدم له عرض بخمسين ألف دينار كويتي، ولكن إدارة نادي الساحل رفضته، وقالت بأنها حدد سعر اللاعب ب150 ألف دينار كويتي ، وفي يوم 5 يونيو 2007، أعلن نادي القادسية الكويتي عن ضمه اللاعب من نادي الساحل الكويتي وذلك بمبلغ وقدره 150 ألف دينار كويتي، وقد أصبح بذلك أغلى لاعب كرة قدم كويتي في التاريخ.
وكان اللاعب سيوقع رسميا على العقد في يوم 10 يونيو 2007، ولكن بسبب عدم اتفاق إدارة نادي الساحل الكويتي على المبلغ الذي سيتم إعطاءه إياه فتم التأجيل.
وفي يوم 11 يونيو 2007 أعلن نادي الساحل الكويتي عن موافقته على إعطاء اللاعب مبلغ 30 ألف دينار من الصفقة، ووقع العقد في مساء يوم 11 يونيو 2007 في مقر نادي الساحل الكويتي ، وتم أعطاء أحمد عجب رقم 9 والذي كان يلعب فيه اللاعب العماني محمد مبارك في موسم 2006/2007.

## مع القادسية
في أول موسم له مع نادي القادسية، أحرز لقب هداف كأس ولي العهد 2007/2008 برصيد 4 أهداف مناصفة مع خلف السلامة وهاشم صالح ، وقد أحرز أول ثلاثية له مع نادي القادسية الكويتي في 4 أبريل 2008 أمام نادي الجهراء في الدوري الكويتي 2007/2008 ، واستطاع أن يحرز لقب هداف الدوري الكويتي 2007/2008 برصيد 14 هدف، وحصل على جائزة قدرها 1000 دينار مقدمة من قبل الشيخ خالد اليوسف الصباح وجائزة قدرها 5000 دولار أمريكي من قبل موقع الأزرق ، وقد تم اختياره من قبل جريدة الوسط الكويتية كأفضل لاعب في موسم 2007/2008 ، وقد كان أفضل هداف في موسم 2007/2008 في الكويت، حيث سجل 20 هدف متقدما على مهاجم نادي العربي الكويتي فراس الخطيب برصيد 19 هدف ، وفي يوم 18 نوفمبر 2008 بأن يريد تحقيق بطولة الدوري الكويتي 2008/2009 مع نادي القادسية لإرضاء الجماهير وأكد بأنه لم يفرح بفوزه بلقب هداف الدوري في الموسم الفائت لأنه كان يطمح للفوز بالبطولات ، وفي يوم 24 أكتوبر 2008 كاد أن يشتبك مع أحد أعضاء اللجنة المنظمة في مدرجات ملعب نادي الكويت في مباراة نادي الكويت ونادي القادسية التي غاب عنها بسبب الإصابة ، وفي يوم 16 ديسمبر 2008 تم اختياره أفضل لاعب بالكويت من قبل جريدة الوسط الكويتية ب541 نقطة متقدما على زميله المهاجم في نادي القادسية بدر المطوع الذي حل في المركز الثاني.
وفي يوم 12 يونيو 2008 تورادت أنباء بأن عدد من الأندية السعودية تريد التعاقد من أحمد عجب ، وفي يوم 17 يونيو 2008 قال نادي المحرق البحريني بأن يريد التعاقد من أحمد عجب لموسم 2008/2009 بمبلغ وقدره 200,000 دولار أمريكي  ولكن مدير النادي عيسى الكواري نفى الخبر وقال بأن النادي لا يريد التعاقد معه في الموسم القادم ، وفي يوم 18 يونيو 2008 أعلن نادي الوحدة السعودي بأن يريد ضمه إلى صفوفه ، وقال عجب في يوم21 يونيو 2008 أنه لم يتلق أي عرض للانتقال من نادي القادسية، وأنه يفضل اللعب مع نادي الهلال السعودي ونادي الوحدة الإماراتي ونادي الرفاع البحريني ، وفي يوم 4 يوليو 2008 تم طرح اسمه من قبل نادي الاتحاد السعودي للتعاقد معه ، وفي يوم 5 يوليو 2008 قال نادي الأهلي السعودي بأنه يفكر في ضم اللاعب إلى صفوفه ، وفي يوم 13 يوليو 2008 أعلن نادي قطر بأن يفكر جديا بضم أحمد عجب إلى صفوفه ، وقد وضعه نادي الوحدة السعودي في دائرة اهتماماته مع المهاجم المغربي هشام بوشروان والمهاجم العماني عماد الحوسني ، وفي يوم 31 أكتوبر 2008 طلب مدرب نادي الأهلي السعودي التعاقد مع مهاجم هداف، فعرضت عليه الإدارة أشرطة لأحمد عجب من ضمن الخيارات المطروحة للتعاقد ، وفي يوم 1 نوفمبر 2008 أعلن نادي الهلال السعودي بأن اسمه مطروح للتعاقد معه بعد فشل التعاقد مع محمد السهلاوي لاعب نادي القادسية السعودي ، ويقال أن عدداً من الأندية السعودية مهتمة بالتعاقد معهم مثل نادي الهلال السعودي ونادي النصر السعودي ونادي الأهلي السعودي ، وتم تداول خبر انتقاله إلى نادي الأهلي السعودي، ولكن اللاعب وإدارة نادي القادسية نفوا الخبر ، وقال نادي الأهلي السعودي بأن وسيط تعاقدات قد عرض عليهم اللاعب وأنهم لم يقوموا بمفاوضته ، وفي يوم 18 نوفمبر 2008 تزايدت الأنباء حول انتقاله إلى الدوري السعودي بعد السماح بمشاركة أربعة محترفين فيه، وقد وضعه نادي الأهلي السعودي مع نشأت أكرم للتعاقد مع أحدهم ، وقالت إدارة فريق كرة القدم بأنها منزعجة من الأقاويل التي ترجح انتقال لاعبين القادسية إلى أندية أخرى بدون ورود كتب رسمية للنادي ، وفي يوم 19 نوفمبر 2008 نفت إدارة نادي القادسية أي عروض قد تلقتها من أي نادي  ورفضت انتقال اللاعب إلى الأهلي.

## إعارته للشباب السعودي
وفي يوم 7 ديسمبر 2008 أعلن نادي الشباب السعودي بأنه بدأ بالمفاوضات الرسمية لضمه إلى صفوفه في فترة الانتقالات الشتوية ، ويريد نادي الشباب التعاقد معه عن طريق الإعارة حتى نهاية الموسم ، وقالت إدارة نادي الشباب السعودي بأنهم اقتربوا من التوقيع معه بمبلغ مليون ريال سعودي لمدة ستة أشهر ، وفشلت الصفقة بسبب رفض نادي القادسية الاستغناء عنه ، وفي يوم 28 ديسمبر 2008 قالت إدارة نادي الشباب السعودي بأنهم قد بعثوا بكتاب إلى نادي القادسية للتعاقد مع اللاعب حتى نهاية الموسم على سبيل الإعارة وليكون المحترف الآسيوي في الفترة المقبلة ، وفي نفس اليوم نفى مدير الكرة في نادي القادسية إبراهيم المسعود تلقيه أي كتاب من إدارة نادي الشباب، مؤكدا بأنه سيجتمع مع الجهاز الفني والإداري في حالة تلقيه كتاب من إدارة النادي للتأييد أو رفض العرض حسب أهمية اللاعب خصوصا وأن النادي ينافس على عدد من الألقاب هذا الموسم ، وقد غض نادي الشباب السعودي الطرف عنه بعد رفض إدارة نادي القادسية الفكرة ، وفي يوم 30 ديسمبر 2008 أرسل نادي القادسية كتابا رسميا إلى إدارة نادي الشباب يعلن فيها رفض انتقاله إليهم ، وقال أحمد عجب بأنه يريد التركيز مع المنتخب في كأس الخليج 2009 بدلا من التركيز على الانتقال إلى أي نادي.
في يوم 21 يناير 2009 أعلن نادي الشباب السعودي عن ضمه إلى صفوفه بصفقة بلغت 750 ألف دولار أمريكي، سيحصل فيها اللاعب على 250 ألف دولار أمريكي والباقي سيذهب إلى نادي القادسية ، وقد وافق نادي القادسية بسبب ارتفاع القيمة المادية للصفقة وعدم مشاركة الفريق في أي بطولة خارجية ، وستكون فترة الإعارة لمدة أربعة أشهر ، وسيغادر عجب إلى الرياض ليوقع العقد بعد مباراة المنتخب أمام منتخب سوريا لكرة القدم في يوم 23 يناير 2009 ، ونظرا لقيمة الصفقة العالية وفترة التعاقد البسيطة فإن عجب يصبح بذلك أغلى لاعب كويتي يتحرف في الخارج، وسيستفيد منه نادي الشباب في بطولة دوري أبطال آسيا 2009 ، وتم تقديمه للجماهير في يوم 24 يناير 2009 ، وقال نائب رئيس نادي الشباب تركي الخليوي بأن عجب لاعب هداف من طراز نادر ، وفي يوم 25 يناير 2009 وقع رئيس نادي القادسية الشيخ طلال الفهد الصباح عقد إعارة اللاعب إلى نادي الشباب السعودي، وقال عبد الله القريني أمين سر نادي الشباب بأن أحمد عجب سيكون إضافة مهمة إلى الفريق ، وقال الشيخ طلال الفهد الصباح بأن العلاقة الوطيدة بين إدارة نادي القادسية وإدارة نادي الشباب لعبة دورا مهما في انتقال اللاعب ، وقام لاعبوا منتخب الكويت لكرة القدم في نفس اليوم بتهنئته على انتقاله وحملوه ورفعوه بالهواء في تدريب منتخب الكويت ، وتحدث عجب عن لاعب نادي الشباب السعودي ناصر الشمراني هداف الدوري السعودي في موسم 2007/2008 وقال بأنه سيحاول بأن يشكل ثنائي معه ، وخاض أول تدريب له من النادي في يوم 29 يناير 2009 بعد انتهاء مشاركته مع منتخب الكويت لكرة القدم.
وقد لعب أول مباراة له مع الفريق في بطولة كأس الأمير فيصل بن فهد أمام نادي الهلال السعودي في يوم 3 فبراير 2009، وقد تحصل على فرصتين في اللقاء، الأولى كانت في الدقيقة التاسعة من المباراة أبعدها المدافع إلى ركلة ركنية، والثانية في الدقيقة الثانية عشر عندما خطف الكرة من مدافع الهلال، ولكن المدافع أبعدها مرة أخرى ، وقال أحمد عجب بأنه استبدل بسبب تعرضه لكدمه، وقال عن قلة الفرص التي اتيحت له بأن ظروف المباراة قللت من عدد الفرص التي حصل عليها أمام المرمى ، وفي يوم 7 فبراير 2009 تم قيده ضمن قائمة الفريق المشارك في دوري أبطال آسيا 2009 ، وقد رفض نادي الشباب السماح للاعب بالانضمام إلى منتخب الكويت لكرة القدم في مباراته الودية أمام منتخب أذربيجان لكرة القدم في يوم 14 فبراير 2009 ، وفي يوم 14 فبراير 2009 لعب نادي الشباب السعودي في كأس ولي العهد السعودي أمام نادي أبها، وقد فازوا بنتيجة 2-1، وقد تحصل أحمد عجب على ضربة جزاء لفريقه بعد تسديدة لكرة اصطدمت بيد المدافع ، وفي يوم 18 فبراير 2009 سجل هدفه الأول لنادي الشباب في بطولة كأس ولي العهد السعودي أمام نادي الفتح وقادهم إلى التأهل إلى الدوري النصف نهائي من البطولة بعد أن فازوا 1-0 ، وفي يوم 22 فبراير 2009 شارك معهم في مباراة دور النصف نهائي التي تأهلوا فيها إلى المباراة النهائية.
وفي يوم 30 مارس 2009 تأكد غيابه حتى نهاية الموسم وذلك بسبب تعرضه لإصابة وحاجته إلى تدخل جراحي لتنظيف الغضروف بعد فشل العلاج الطبيعي في علاجه ، وقد قال مدير الكرة في نادي الشباب السعودي خالد المعجل بأن النادي أعرب عن استعداده للقيام بتكفله بكامل مصاريف العملية الجراحية بشرط إقامتها بالسعودية، ولكن اللاعب رفض وأصر على أن تكون في أوروبا ، وفي يوم 31 مارس 2009 أعلنت إدارة نادي الشباب السعودي عن إنهاءها عقد اللاعب.
وقد تم اختياره تاسع أسوأ صفقة في آخر عشرة سنوات في الدوري السعودي من قبل موقع جول.

## مع منتخب الكويت
في أول مباراة له مع منتخب الكويت لكرة القدم في تاريخ 2 يناير 2008 أمام لبنان، وقد سجل أحمد عجب ثلاثة أهداف ليحول تخلف منتخب الكويت لكرة القدم من 2-0 إلى فوز ب3-2 ، وقد شارك في أول مباراة دولية له مع الكويت في 12 يناير 2008 أمام ساحل العاج، وقد انتهت المباراة بفوز ساحل العاج 2-0 ، وقد سجل هدفه الدولي الأول في يوم 30 يناير 2008 أمام عمان في المباراة الودية الدولية التي انتهت بالتعادل 1-1.

### تصفيات كأس العالم 2010
وقد سجل أول هدف له في مباراة رسمية في مباراة منتخب الكويت لكرة القدم وإيران في تاريخ 26 مارس 2008 التي أقيمت في الكويت، وقد انتهت المباراة بالتعادل بنتيجة 2-2 ، وقد حصل في المباراة على جائزة أفضل لاعب في المباراة ، وقال بأن فوزه بالجائزة جاء نتيجة جهد جميع الفريق ، وفي يوم 8 يونيو 2008 قاد منتخب الكويت للفوز على سورية بأربعة أهداف مقابل هدفين، وقد سجل في هذه المباراة ثلاثية ، وفي يوم 14 يونيو 2008 في مباراة المنتخب مع الإمارات استطاع أن يسجل هدفين في مرمى الإمارات ليدرك التعادل لمنتخب الكويت، ولكن الفريق خسر في نهاية المباراة ، وكان قد أضاع في الدقيقة الأخيرة من المباراة كرة أصدمت في قائم المرمى وبعدها ارتدت وسجل منها منتخب الإمارات هدف الفوز، وقال الشاعر مبارك الحجيلان عن هذه الكرة:
وبعد هذين الهدفين أصبح في المركز الثاني في ترتيب هدافي التصفيات برصيد 6 أهداف خلف مهاجم أوزباكستان ماكسيم شاتسكيخ بهدف واحد ، وفي يوم 22 يونيو 2008 خسروا أمام إيران بهدفين مقابل لا شيء وقد خرج من نهاية الشوط الأول بسبب تعرضه لإصابة.

### تصفيات كأس آسيا 2011
وشارك في المباراة الأولى في التصفيات أمام منتخب عمان لكرة القدم وخسروا بهدف مقابل لا شيء.

### كأس الخليج

#### كأس الخليج 2009
في يوم 18 نوفمبر 2008 قال بأنه يتطلع إلى مشاركته الأولى في بطولات كأس الخليج، حيث كان يستبعد في المرات السابقة في اللحظات الأخيرة، وقال بأن المنتخب يستطيع أن يفوز بلقب بطولة كأس الخليج 2009 ، وفي يوم 2 يناير 2009 قال بأن مباراة منتخب الكويت لكرة القدم ومنتخب عمان لكرة القدم الافتتاحية في البطولة هي الأهم في مسيرته الكروية خصوصا بأنها المشاركة الأولى له على صعيد دورات الخليج بعد أن استبعد من المنتخب في كأس الخليج 2007 بسبب الإصابة، وقال بأنه لا يتطلع إلى لقب الهداف بالرغم من الترشيحات الكبيرة التي تضعه المرشح الأول لنيل لقب الهداف، وقال بأن مشاركته في هذه البطولة هي حلم الطفولة بالنسبة له ، وتمنى له بشار عبد الله التألق في بالرغم من الصغط الكبير الواقع عليه.
وفي المباراة الأفتتاحية في البطولة في 4 يناير 2009 أمام منتخب عمان لكرة القدم أضاع عددا من الفرص المحققة، ففي الدقيقة 50 من زمن المباراة أضاع بكرة رأسية أبعدها الحارس العماني علي الحبسي خارج الملعب، وفي الدقيقة 54 أضاع انفرادا صريحا بالحارس، وفي الدقيقة 64 أضاع فرصة محققة عندما هيأ الكرة لنفسه أمام المرمى العماني ليسددها خارج المرمى ، وانتقدته الصحف الكويتية على إضاعته للفرص، فكتبت جريدة الراي تقرير بعنوان «فرصة عجب» في إشارة إلى إضاعته لخمسة فرص محققة للتسجيل، وكتبت جريدة الأنباء في خبرها الرئيسي «يا للعجب الأزرق ما يبي يفوز»، وكتبت جريدة القبس في خبرها الرئيسي «الأزرق.. عجب»، وكتبت جريدة السياسة الكويتية في عنوانها الرئيسي «العجيب أهدر النقطتين... والخالدي أنقذ النقطة»، وكتبت جريدة الجريدة في عنوانها الرئيسي «الأزرق يثير العجب... ويتعادل مع عمان في المباراة الافتتاحية لخليجي 19» ، وقال الشيخ أحمد فهد الأحمد الصباح بأن علينا أن نقبل إضاعة أحمد عجب للفرص حيث أن من لا يضيع الفرص لا يسجل الأهداف ومثلما اعتدنا على تسجيله للأهداف فإننا يجب أن نعتاد إضاعته للفرص ، وقال أحمد عجب بعد المباراة بأنه يشعر بالحزن لأنه أحس بأنه قصر في حق زملاؤه الذين أهدوه تمريرات عديدة ، وقال بأنه ابتسم بعد إضاعته لكل فرصة حتى لا يخرج من جو المباراة، وقال بأنه سيقاتل حتى يسجل في مباراتهم القادمة أمام منتخب البحرين لكرة القدم ، ودافع محمد إبراهيم مدرب منتخب الكويت عنه وطالب الإعلام والجماهير بعدم الضغط عليه ، ولعب مباراة منتخب الكويت لكرة القدم ومنتخب البحرين لكرة القدم والتي انتهت بفوز الكويت بهدف مقابل لاشيء، وتعرض لعرقلة خارج منطقة الجزاء من المدافع البحريني سيد محمد عدنان ليقوم الحكم باحتسابها ركلة حرة مباشرة سجل منها مساعد ندا هدف المباراة الوحيد ، وأشاد به مدرب منتخب البحرين التشيكي ميلان ماتشالا بعد المباراة هو وزميله بدر المطوع ، وفي يوم 8 يناير 2009 أعلن عبد العزيز البالول مدير العلاقات العامة في الشركة الوطنية للإتصالات عن إهداء الشركة خطا تلفونيا ملكيا للاعب بقيمة 3500 دينار كويتي نظرا لتألقه في كأس الخليج ، ولعب في المباراة الثالثة أمام منتخب العراق لكرة القدم، وفي الدقيقة السابعة تحصل على كرة عرضية من بدر المطوع داخل منطقة الجزاء قابلها برأسه إلا أنها ذهبت إلى الحارس، وفي الدقيقة 59 من المباراة تحصل على انفراد مع الحارس العراقي محمد كاصد إلا أنه لعب الكرة بجانبة القائم الأيمن، وقد نال أكثر قدر من التشجيع من قبل الجماهير الكويتية ، وقد أعتبر بدر المطوع غياب أحمد عجب عن التهديف في المباريات الثلاثة الأولى أمر عادي فمن المستحيل بأن يسجل الهداف الأهداف في كل مباراة وقد ساهم عجب في هدف الفوز على البحرين عندما تحصل على الركلة الحرة التي سجل منها مساعد ندا الهدف ، وقد قال بدر المطوع بأن أحمد عجب سيقود المنتخب إلى النهائي ، وفي فجر يوم 12 يناير 2009 تعرض لحالة تسمم أدت إلى نقله للمستشفى، ولكنه خرج من المستشفى بعدها وقام بأداء التمارين ، واتضح بأنها كانت نزلة معوية ، وقال عن مباراة منتخب الكويت ومنتخب السعودية لكرة القدم بأنها مباراة صعبة وقوية ، وشارك في مباراة منتخب الكويت لكرة القدم ومنتخب السعودية لكرة القدم التي انتهت بفوز السعودية بهدف مقابل لا شيء ، وقال محمد إبراهيم مدرب المنتخب بأنه أشركه في المباريات بالرغم من عدم تسجيله للأهداف لأنه يمتلك مهارة عالية ورهبة المدافعين منه.

#### أهدافه مع المنتخب
| #  | التاريخ        | المكان                           | الفريق المنافس           | النتيجة وقت تسجيل الهدف | النتيجة النهائية | مناسبة المباراة                         |
| -- | -------------- | -------------------------------- | ------------------------ | ----------------------- | ---------------- | --------------------------------------- |
| 1  | 30 يناير 2008  | مسقط، مجمع السلطان قابوس الرياضي | عمان                     | 0-1                     | 1-1              | مباراة ودية دولية                       |
| 2  | 26 مارس 2008   | مدينة الكويت، ملعب نادي الكويت   | إيران                    | 0-2                     | 2-2              | تصفيات آسيا لكأس العالم لكرة القدم 2010 |
| 3  | 23 مايو 2008   | الدوحة، ملعب جاسم بن حمد         | قطر                      | 0-0                     | 1-1              | مباراة ودية دولية                       |
| 4  | 27 مايو 2008   | الرياض، ملعب الملك فهد           | السعودية                 | 0-1                     | 1-2              | مباراة ودية دولية                       |
| 5  | 8 يونيو 2008   | مدينة الكويت، ملعب نادي الكويت   | سوريا                    | 0-0                     | 4-2              | تصفيات آسيا لكأس العالم لكرة القدم 2010 |
| 6  | 8 يونيو 2008   | مدينة الكويت، ملعب نادي الكويت   | سوريا                    | 1-1                     | 4-2              | تصفيات آسيا لكأس العالم لكرة القدم 2010 |
| 7  | 8 يونيو 2008   | مدينة الكويت، ملعب نادي الكويت   | سوريا                    | 3-2                     | 4-2              | تصفيات آسيا لكأس العالم لكرة القدم 2010 |
| 8  | 14 يونيو 2008  | مدينة الكويت، ملعب نادي الكويت   | الإمارات                 | 0-2                     | 2-3              | تصفيات آسيا لكأس العالم لكرة القدم 2010 |
| 9  | 14 يونيو 2008  | مدينة الكويت، ملعب نادي الكويت   | الإمارات                 | 1-2                     | 2-3              | تصفيات آسيا لكأس العالم لكرة القدم 2010 |
| 10 | 14 نوفمبر 2009 | جاكرتا، ملعب غيلورا بونغ كارنو   | إندونيسيا                | 1-1                     | 1-1              | تصفيات كأس آسيا 2011                    |
| 11 | 14 يونيو 2008  | ملعب ثامر ، ملعب نادي السالمية   | الإمارات العربية المتحدة | 1–2                     | 2–3              | تصفيات كأس العالم لكرة القدم 2010       |
| 12 | 14 يونيو 2008  | ملعب ثامر ، ملعب نادي السالمية   | الإمارات العربية المتحدة | 2–2                     | 2–3              | تصفيات كأس العالم لكرة القدم 2010       |
| 13 | 18 نوفمبر 2009 | ملعب غيلورا بونغ كارنو، جاكرتا   | إندونيسيا                | 1–1                     | 1–1              | تصفيات كأس آسيا 2011                    |
| 14 | 19 فبراير 2010 | إستاد آل نهيان، أبوظبي           | سوريا                    | 1–1                     | 1–1              | مباراة ودية دولية                       |
| 15 | 8 أكتوبر 2010  | إستاد جابر، الكويت               | البحرين                  | 1–3                     | 1–3              | مباراة ودية دولية                       |
| 16 | 12 أكتوبر 2010 | إستاد جابر، الكويت               | فيتنام                   | 1–1                     | 3–1              | مباراة ودية دولية                       |

## الترشيحات والجوائز الشخصية

### ترشيحه لجائزة أفضل لاعب في آسيا
في يوم 22 أبريل 2008 أعلن الإتحاد الآسيوي لكرة القدم بأن أحمد عجب من المرشحين إلى جائزة أفضل لاعب في آسيا في عام 2008 التي تضم 21 لاعب ، وقد تم تقليص اللائحة إلى 15 لاعب وبقي أحمد عجب معهم ، وفي يوم 27 مايو 2008 أعلن الإتحاد الآسيوي لكرة القدم قائمة تضم 17 لاعب كان من ضمنهم أحمد عجب ، وفي يوم 5 يونيو 2008 أعلن الإتحاد الآسيوي لكرة القدم قائمة أخرى تضم 21 لاعب كان أحمد عجب من بينهم أيضا ، وقد استمر اسم عجب في القائمة التي أعلنت في يوم 10 يونيو 2008 وقد ضمت هذه القائمة 13 لاعب ، وفي يوم 17 يونيو 2008 أعلن الإتحاد الآسيوي لكرة القدم عن تواجد أحمد عجب ضمن القائمة السادسة للمرشحين لجائزة أفضل لاعب في آسيا التي ضمت 12 لاعب ، وقال بأنه سعيد بترشيحه مع نخبة من لاعبي آسيا وقال بأن هذا الإنجاز ما كان ليحدث لولا تعاون زملاؤه معه في نادي القادسية الكويتي ومنتخب الكويت لكرة القدم، وقد استمر في القائمة التي أعلنت في يوم 24 يونيو 2008 مع اللاعبين المرشحين لجائزة أفضل لاعب في آسيا ، وفي يوم 3 أكتوبر 2008، أعلن عن اسمه مع قائمة المرشحين لجائزة أفضل لاعب في آسيا والتي تضم 19 لاعبا ، وفي يوم 3 نوفمبر 2008 أعلنت القائمة التاسعة التي ستنافس على جائزة أفضل لاعب في آسيا ، وكان أحمد عجب من ضمنها بالرغم من غيابه لمدة شهرين بسبب الإصابة ، وتضم القائمة أسماء أربعة عشر لاعبا ، وسيتم الإعلان عن الفائز في الجائزة في 25 نوفمبر 2008 في شنغهاي في الصين ، وفي يوم 10 نوفمبر 2008 رشحه الإعلامي مصطفى الآغا للتفوق على سعد الحارثي وعلي الحبسي وجهاد الحسين وإسماعيل مطر والحصول على لقب أفضل لاعب للقارة بسبب إنجازاته مع نادي القادسية الكويتي ومنتخب الكويت لكرة القدم ، وفي يوم 12 نوفمبر 2008 تقدم الاتحاد الآسيوي لكرة القدم بدعوته لحضور المؤتمر الصحفي الذي سيقام في 24 نوفمبر 2008 والذي يسبق حفل تقديم الجوائز بيوم، مما سيتعارض مع مباراة نادي القادسية الكويتي ونادي الكويت في الدوري الكويتي 2008/2009، ستحوم الشكوك حول مشاركته في المؤتمر الصحفي بسبب رغبة الجهاز الفني في نادي القادسية بمشاركة عجب في المباراة ، وتنص قوانين الجائزة ضرورة تواجد المنافس على الجائزة في التكريم حتى لا تسحب منه وتعطى لصاحب المركز الذي يليه ، وفي يوم 13 نوفمبر 2008 تم استبعاده من قائمة اللاعبين المرشحين لجائزة أفضل لاعب في آسيا بعد تصفية القائمة إلى خمسة أسماء ، وقال بأنه لم يتأثر باستبعاده عن الجائزة لأن تعليق نشاط الإتحاد الكويتي لكرة القدم كان سيحرمه من الفوز بالجائزة أو الوصول إلى منصات التتويج على الأقل، وقال بأن استقبل الخبر بهدوء ولم ينفعل عندما سمعه، وأكد بأن الجوائز الفردية لا تعني له شيئا إذا لم يحقق بطولات.

### منافسته على لقب هداف العالم
في يوم 1 مارس 2008، أعلن الإتحاد الدولي لتاريخ كرة القدم والإحصاءات بأن أحمد عجب يحتل المركز الرابع بين أفضل هدافين العالم ، وفي يوم 8 يونيو 2008 وبعد أن سجل ثلاثية في مرمى منتخب سورية لكرة القدم تصدر قائمة هدافي العالم لبرصيد 13 هدف ، وفي يوم 10 يونيو 2008 احتفل لاعبوا منتخب الكويت لكرة القدم بهذا الإنجاز وتمنوا له بأن يستمر في هذا المستوى ، وبعد أن سجل هدفين في مرمى منتخب الإمارات لكرة القدم في يوم 14 يونيو 2008، واصل تصدره لقائمة الهدافين برصيد 15 هدف ، وفي يوم 26 يونيو 2008 أعلن بأن يتصدر قائمة هدافي العالم برصيد 15 هدف في شهر يونيو ، وفي يوم 7 أغسطس 2008 أعلن بأنه ما زال يتصدر قائمة هدافي العالم برصيد 15 هدف ، وفي يوم 2 سبتمبر 2008 واصل أحمد عجب صدارته لقائمة أفضل هدافي العالم بفارق أربعة أهداف عن المهاجم الكاميروني صأمويل إيتو ، وفي يوم 30 سبتمبر 2008 استمر أحمد عجب في صدارته لقائمة أفضل هدافي العالم بفارق ثلاثة أهداف عن إيتو والمهاجم النيجيري ستيف وارجو ، وحافظ على صدارته لهدافي العالم في شهر أكتوبر برصيد 15 هدف مقابل 14 هدف لصأمويل إيتو ، وفي يوم 11 نوفمبر 2008 أعلن بأنه تراجع إلى المركز الثاني متخلفا عن مهاجم نادي المحرق البحريني البرازيلي ليندسون ريكو برصيد 19 هدف ، وقال بأن الجائزة لم تكن تعنيه من بداية وصول اسمه إلى المرتبة الأولى ، وفي يوم 6 ديسمبر 2008 حافظ على المركز الثاني في قائمة الهدافين برصيد 15 هدف ، وفي يوم 4 سبتمبر 2009 تم تكريمه قبل مباراة نادي القادسية الكويتي مع نادي العين في بطولة العين وذلك لحصوله على لقب وصيف هدافي العالم.

### جوائز أخرى
في يوم 26 سبتمبر 2008 دخل تصويت موقع الاتحاد الدولي لتاريخ كرة القدم والإحصاءات الخاص بأكثر اللاعبين شعبية.
في يوم 4 نوفمبر 2008 تم ترشيحه لجائزة سوبر لأفضل لاعب مع 79 لاعب، 43 منهم من آسيا و24 من أفريقيا و26 من العرب ، وسيتم إعلان الفائزين في الجوائز في النصف الثاني من ديسمبر 2008، وسيتم تتويج الفائزين في حفل سوف يقام في الأسبوع الأول من يناير 2009، وسيحصل الفائز على جائزة ومبلغ قدرة 100 ألف دولار أمريكي ، وفي يوم 18 نوفمبر 2008 تم تقليص القائمة إلى عشرة أسماء لدى كل فئة (آسيا وأفريقيا والعرب) وبقي اسمه ضمن المرشحين للجائزة من فئة العرب ، وقال مدرب نادي القادسية محمد إبراهيم بأنه سعيد باختيار أحمد عجب ضمن المنافسين على الجائزة ، وستكون آلية التصويت مقسمة إلى 40% للخبراء و40% للإعلاميين و10% لقادة المنتخبات و10% للجمهور ، وفي يوم 7 يناير 2009 حصل على المركز التاسع بين اللاعبين العرب برصيد 2,5 نقطة، ولم ينافس ضمن نطاق قارة آسيا.
في يوم 14 ديسمبر 2008 أعلن عن ترشيحه لجائزة الكرة الذهبية التي تقدمها مجلة الحدث اللبنانية مع ثمانية لاعبين آخرين ، واللاعبين المرشحين معه هم عمرو زكي ومحمد أبو تريكه وياسر القحطاني وطارق السكتيوي ومنير الحمداوي وعلي الحبسي وفيصل العجب ووسام يحيى ، وفي يوم 2 يناير 2009 احتل المركز الرابع في ترتيب الخمسة الأوائل خلف عمرو زكي ومحمد أبو تريكه وياسر القحطاني ومتوفقا على طارق السكتيوي.
اختارته مجلة الأهرام العربي ضمن فريق العرب الذهبي في 2 يناير 2009 الذي يضم وائل جمعة ومحمد أبو تريكه وأحمد حسن وياسر القحطاني ومهدي كريم وباسم عباس وسيد جعفر وسيد عدنان ومحمود عبد الرحمن وعبد الكريم النفطي.

## قالوا عنه
- «في منتخب السودان فيصل عجب.. وفي منتخب الكويت احمد عجب.. ومن عجب أن الاثنين اعجب من بعضهما بعضا والأعجب منهما هو من يشركهما في المباريات». محمود معروف صحفي في جريدة الشرق القطرية.[139]
- بدر المطوع: تعودنا من عجب الكثير من التألق في المواقف الصعبة سواء بالقادسية أو مع المنتخب 12 يونيو 2008.[140]
- صالح البصمان رجل أعمال كويتي: أحمد عجب علامة مضيئة في مسيرة الكرة الكويتية في عام 2008 17 يونيو 2008.[141]

## روابط خارجية
- أحمد عجب على موقع الاتحاد الدولي (مؤرشف)  (الإنجليزية)
- أحمد عجب على موقع ناشيونال فوتبول تيمز (الإنجليزية)
- أحمد عجب على موقع عالم كرة القدم.نت (الإنجليزية)